# Tetrazene
Die Tetrazene sind eine anorganische  Stoffgruppe. Es handelt sich dabei um einfach ungesättigte   Verbindungen mit einer Kette von vier aneinander gebundenen Stickstoff-Atomen. Sie sind thermisch labil. Insgesamt sind elf isomere Verbindungen der Summenformel N4H4 bekannt.

## Übersicht
Für die Stoffgruppen der Tetrazene gibt es zahlreiche Isomere. Einige wichtige sind hier mit ihren Eigenschaften aufgeführt:
| Tetrazene        |               |                |                                  |
| Name             | 1-Tetrazen    | cis-2-Tetrazen | trans-2-Tetrazen                 |
| Andere Namen     |               | (Z)-2-Tetrazen | (E)-2-Tetrazen                   |
| Strukturformel   |               |                |                                  |
| CAS-Nummer       | 14097-21-3    | 69996-02-7     | 54410-57-0                       |
| CAS-Nummer       | 27120-23-6    |                |                                  |
| PubChem          |               |                | 5463295                          |
| Summenformel     | H4N4          | H4N4           | H4N4                             |
| Molare Masse     | 60,06 g·mol−1 | 60,06 g·mol−1  | 60,06 g·mol−1                    |
| Aggregatzustand  |               |                |                                  |
| Kurzbeschreibung |               |                | farbloser Feststoff (bei −78 °C) |
| Dichte           |               |                | 1,4 g·cm−3                       |

## Gewinnung und Darstellung
Organische Derivate von 1-Tetrazen können durch Reaktion von Diazoniumsalzen mit Hydrazinen die an einem Stickstoffatom substituiert sind gewonnen werden.
Das trans-Isomer von 2-Tetrazen kann in 90 % Ausbeute durch Protolyse von trans-Tetrakis(trimethylsilyl)tetraz-2-en mit einer stöchiometrischen Menge an Trifluoressigsäure in Dichlormethan bei 195 K gewonnen werden. Ein Derivat des 1-Tetrazens (HN=N–NH–NH2) ist zum Beispiel der Initialsprengstoff Tetrazen. Die Verbindung selbst wurde bisher noch nicht synthetisiert.

## Eigenschaften
2-Tetrazen (H2N–N=N–NH2) wurde 1975 von Nils Wiberg hergestellt. Dessen genaue Struktur wurde  photoelektronenspektroskopisch als trans-2-Tetrazen aufgeklärt.
2-Tetrazen ist bei −78 °C ein farbloser, fester Stoff, der in Methylenchlorid wenig löslich ist. Es zerfällt bei ca. 0 °C zu 75 % in Stickstoff und Hydrazin und isomerisiert zu 25 % zu Ammoniumazid.
Das trans-Isomer besitzt eine trikline Kristallstruktur mit der Raumgruppe P1 (Raumgruppen-Nr. 2) mit den Gitterparametern a = 10,23 Å; b = 7,12 Å, c = 4,19 Å, α = 102,0°, β = 90.0°und γ = 106,5° sowie 4 Formeleinheiten pro Elementarzelle.

## Namensverwandte Verbindungen
Tetrazen kann vom Namen her leicht mit Tetracen (Naphthacen) oder der Gruppe der Tetrazine verwechselt werden.